# Догадаев, Владимир Павлович
Владимир Павлович Догадаев (12 декабря 1926, село Фёдоровская, Вологодского округа, СССР — 23 марта 2023, Иваново, Россия) — советский и русский прозаик, поэт, журналист. Автор сборника стихов «С ярмарки желаний», поэм «Деревенька», «Серый камень». Почётный гражданин города Иванова (2015 год).
Член Союза писателей СССР (с 1962 года), а позже — Союза писателей России (с 1992 года).

## Биография
Владимир Догадаев родился 12 декабря 1926 года в деревне Фёдоровская Усть-Кубинского района Вологодской области. В 1930 году семья Догадаевых переехала в Иваново. Начало Великой Отечественной войны застало юного Владимира, учившегося в школе. В связи с военным положением в городе, он был переведён в специальную школу военно-воздушных летчиков, где окончил 8-й и 9-й классы.  Несмотря на обучение в лётной школе, лётчиком Владимир Догадаев не стал, однако полученные знания, по его словам, «очень пригодились позже». 
В 1944 году, в возрасте семнадцати лет, Догадаев добровольцем ушёл на фронт, став участником Великой Отечественной войны.  За боевые заслуги был награждён медалью «За боевые заслуги». Осенью 1944 года принимал участие в Курляндской наступательной операции, в ходе которой попал в так называемый «Курляндский котёл».   Согласно данным виртуальной выставки и статьи «Иваново Ньюс», Догадаев, «не поладив с начальством», попал в «маршевую роту», сформированную из «преступников» и предназначенную для отвлекающего манёвра,  призванного создать у противника «иллюзию силы удара».   Из двух полков, оказавшихся в Курляндском котле, выжил лишь 21 человек, среди которых был и Владимир Догадаев.  Благодаря этому, он был переведён в топоразведчики артиллерийского полка, где от точности его вычислений зависела жизнь солдат и офицеров.   Позднее, за эти заслуги, он был награжден медалью «За заслуги перед Отечеством» (вероятно, II степени). После окончания войны, Владимир Павлович вместе с 332-й мотострелковой дивизией прошёл по местам боевой славы до города Брест. 
После демобилизации Владимир Догадаев поступил и окончил Литературный институт имени А. М. Горького.  Начал свою трудовую деятельность в качестве корреспондента Ивановского областного радиокомитета.  Впоследствии работал старшим редактором Ивановского отделения Верхне-Волжского книжного издательства, а также литературным консультантом Ивановской писательской организации.  С 1962 года являлся членом Союза писателей России(ранее — Союза писателей СССР).
В 1950-е годы Владимир Догадаев жил в городе Юрьевец Ивановской области, работая разъездным корреспондентом на ивановском радио, а затем собкором в «дальнем углу области». В предисловии к своей книге «Избранное» (2001) он вспоминал этот период, описывая поездки по области на попутках, катерах, пароходах и велосипеде с допотопным магнитофоном, отмечая, что «только стихи не писались. И довольно долго», пока «история этих мест не стала моей историей, моей судьбой». Именно в юрьевецкий период были написаны стихотворения «За подснежником», «Над Унжей солнышко встает», «Разнорабочие», «В Кострому», «Глазова гора», «О хорошем», последнее из которых было признано журналом «Смена» лучшим стихотворением года.
Владимир Догадаев являлся автором сборников стихов и поэм, а также многочисленных публикаций в областных и центральных литературно-художественных изданиях. За свой творческий путь поэт издал 18 сборников. Являлся лауреатом областной премии (за сборник стихов "С ярмарки желаний") и премии имени поэта В. Жукова (за поэмы "Деревеньки" и "Серый камень").
В своих поэтических произведениях Владимир Догадаев часто обращался к темам, близким и понятным многим его землякам, в героях его стихов знакомые и близкие узнавали самих себя и своих соседей.  Главным произведением Догадаева считается поэма «Обязанный земле», в которой нашли отражение многие его стихотворные мысли и размышления.
Решением Ивановской городской Думы V созыва от 27 мая 2012 года Владимиру Павловичу Догадаеву было присвоено звание «Почётный гражданин города Иванова».  В 2015 году он также был награждён знаком «За заслуги перед Ивановской областью».
Более 40 лет (по состоянию на 2020 год) Владимир Догадаев был связан с Ивановским районом. Летние месяцы поэт проводил в селе Колбацкое, в деревенском доме на берегу реки Тезы, где, по собственному признанию, «не только хорошо дышится, но и пишется с вдохновением».  Зимой переезжал в Иваново. Владимир Догадаев любил общаться со своими односельчанами, проводил встречи в библиотеках, школах, читал свои стихи в сельских клубах Ивановского района.   Увлекался рыбалкой, сбором грибов, а также пчеловодством.
Владимир Павлович Догадаев скончался 23 марта 2023 года на 97-м году жизни в Иванове. В последние годы ветеран проживал вместе с женой и дочерью.

## Награды
Награждён за боевые успехи:
- Орден Отечественной войны II степени
- Медаль «За боевые заслуги»

За литературное творчество:
- Лауреат областной премии (за сборник стихов «С ярмарки желаний»);
- Лауреат премии имени поэта Вл. Жукова (за поэмы «Деревеньки» и «Серый камень»).
- Почётный гражданин города Иванова (27 мая 2015 года).
- награждён знаком «За заслуги перед Ивановской областью».

## Избранная библиография
- Догадаев В.П. Стихотворения и поэмы. — Ярославль: Верх.-Волж. кн. изд-во, 1977. — 127 с.
- Догадаев В.П. Мальчик с полустанка. — Ярославль: Верх.-Волж. кн. изд-во, 1971. — 48 с.
- Догадаев В.П. Застолье: Стихи. — Ярославль: Верх.-Волж. кн. изд-во, 1970. — 168 с.
- Догадаев В.П. Вам, ребята!: Лит.-худож. сборник. — Иваново: Кн. изд-во, 1959. — 327 с.
- Догадаев В.П. Вьюга. — Иваново: Кн. изд-во, 1958. — 14 с.